# Juan Carlos Portillo
Juan Carlos „Cabrita” Portillo Leal (ur. 26 grudnia 1991 w Sonsonate) – salwadorski piłkarz, reprezentant kraju, zawodnik klubu Alianza FC.

## Kariera klubowa
Rozpoczął swoją karierę na szczeblu pierwszej ligi w Juventud Independiente. W 2015 roku został zawodnikiem Alianza FC, którego barwy reprezentuje do dzisiaj. Z klubem tym zdobył czterokrotnie mistrzostwo Primera División de Fútbol Profesional.

## Kariera reprezentacyjna
Zadebiutował w narodowych barwach 28 maja 2016 roku w przegranym 1:3 towarzyskim meczu z reprezentacją Peru. Uczestniczył z reprezentacją Salwadoru w Złotym Pucharze CONCACAF 2019.
Na dzień 19.11.2020 jego bilans występów to 14 meczów i 3 gole.

## Bramki w reprezentacji
| Nr | Data                 | Obiekt                                      | Przeciwnik  | Bramka na | Rezultat | Zawody                          |
| -- | -------------------- | ------------------------------------------- | ----------- | --------- | -------- | ------------------------------- |
| 1. | 15 października 2019 | Beausejour Stadium, Gros Islet, Saint Lucia | Saint Lucia | 2–0       | 2:0      | Liga Narodów CONCACAF 2019/2020 |
| 2. | 16 listopada 2019    | Estadio Cuscatlán, San Salvador, Salwador   | Montserrat  | 1–0       | 1:0      | Liga Narodów CONCACAF 2019/2020 |
| 3. | 19 listopada 2019    | Estadio Cuscatlán, San Salvador, Salwador   | Dominikana  | 1–0       | 2:0      | Liga Narodów CONCACAF 2019/2020 |